# Анні Альберс
Анні Альберс (англ. Anni Albers; 12 червня 1899, Німеччина — 9 травня 1994, США) — німецько-американська художниця і дизайнерка в напрямку текстилю, друку на тканині і гравюри, яка своєю творчістю стирала межі між ремісництвом та мистецтвом. Випускниця Баугаузу.